# D.I.E.
D.I.E. of 古靈精探 is een komische actieserie van TVB die van 17 maart 2008 tot 18 april 2008 uitgezonden werd op TVB Jade en TVB High Definition Jade. Het beginlied van de serie, 花樣奇案, is gezongen door Roger Kwok.

## Verhaal
In de politiemacht was "Death Investigation Extension" of "D.I.E." opgericht om plaats te bieden voor degenen die waren weggestuurd door hun supervisors. Zoals iedereen weet, leden van de Extension moeten onopgeloste oude zaken onderzoeken. Yue Chi-Long (Roger Kwok), die een groot aantal ingewikkelde zaken heeft opgelost door middel van het buitenzintuiglijke, is toegewezen voor het D.I.E. omdat zijn supervisor hem te vreemd vindt dat hij telkens in slaap valt tijdens zijn werk. Nieuw aangestelde Ying Jing-Jing (Sonija Kwok) is een goed uitziend meisje maar ze wil zich stoer en brutaal gedragen in het bijzijn van anderen. In de overtuiging dat ze spoedig zal worden gepromoveerd, lost ze vele intrigerende zaken op. Later ontdekt Ying dat haar supervisor nog een lange weg heeft te gaan voordat hij zijn pensioengerechtigde leeftijd bereikt. Daardoor neemt ze een onbuigzame houding aan in elke zaak dat ze behandelt, wat voortdurend tot ruzies met Long leidt. De relatie tussen de twee verslechtert met de dag.
Longs oudere zus, Yue Chi-Ching (Margie Tsang), leeft samen met hem. Tijdens een onderzoek van een oude zaak vindt Long zijn lang verdwenen vader Yue Tai-Hoi (Bryan Leung) terug. Door nauwe samenwerking met Long, ontwikkelt Jing Jing geleidelijk aan genegenheid voor hem. Terwijl ze nog verstrooid tussen Long en haar ontrouwe vriend Shing Ka-Tsun (Kenneth Ma) staat, begon Long haar te vermijden zonder rijm of reden. Volledig in de war gebracht voor wat zich afspeelt besluit Jing Jing het te onderzoeken en is geschrokken wanneer ze ontdekt dat Long op de hielen wordt gezeten door een vrouwelijke spook genaamd Siu Yi (Kitty Yuen).

## Rolverdeling
De familie Yue:
- Bryan Leung Kar Yan als Yue Tai-Hoi
- Margie Tsang als Yue Chi-Ching
- Roger Kwok als Yue sir/Yue Chi-Long
- Lau Yuk Chui als Kan Chi-Mei/Auntie Sa
- Lee On Kee als Minnie

De familie Ying:
- Chun Wong als Ying Lam
- Lee Fung als Ng Suk-Tak
- Sonija Kwok als Ying Ching-Ching/Madam Ying
- Nancy Wu Ting Yan als Ying Pui-Pui/Momoko
- Apple Ha Ping als Kam Sham-Shun

Politiemensen:
- Kenneth Ma als Shing Kar-Chun 成家雋/Hugo
- Derek Kok Jing-Hung als Cheung Ching-Yi 張正義
- Joe Junior als Fai Kak-Shun 費格遜

Anderen:
- Yuen Siu-Yi als Ng Siu-Yi 吳小宜
- Bobby Au-Yeung als Chai Foon-Cheung 齊歡暢, een personage in de TVB-serie Dicey Business
- Power Chan Kwok-Pong als chauffeur van het bedrijf TVB

Best selling secrets 同事三分親 · Legend of the demigods 搜神傳 · Wars of in-laws II 野蠻奶奶大戰戈師奶 · Wasabi mon amour 和味濃情 · The master of tai chi 太極 · A journey called life 金石良缘 · The silver chamber of sorrows 銀樓金粉 · The money-maker recipe 師奶股神 · Dressage to win 盛裝舞步愛作戰 · Speech of silence 甜言蜜語 · When a dog loves a cat 當狗愛上貓 · Your class or mine 尖子攻略 · The four 少年四大名捕 · Survivor's law II 律政新人王II · The gentle crackdown II 秀才愛上兵 · The seventh day 最美麗的第七天 · D.I.E. 古靈精探 · Catch me now 原來愛上賊 · Forensic heroes II 法證先鋒II · Love exchange 疑情別戀 · Last one standing 與敵同行 · Moonlight resonance 溏心風暴之家好月圓 · The gem of life 珠光寶氣 · When Easterly Showers Fall on the Sunny West 東山飄雨西關晴 · Off pedder 畢打自己人 · Pages of treasures Click入黃金屋